# Maren Baumbach
Pour les articles homonymes, voir Baumbach.
Maren Baumbach, née le 14 janvier 1981 à Bad Cannstatt (Stuttgart), est une joueuse allemande de handball.

## Biographie
Maren Baumbach a commencé le handball à l'âge de huit ans au sein du club du TV Oeffingen avant de rejoindre quatre ans plus tard le VfL Waiblingen. À partir de 1999, elle a joué une saison au TuS Metzingen et une autre à l'Eintracht Minden. De 2001 à 2007, elle a évolué au sein du DJK / MJC de Trier. Au cours de l'été 2007, elle a rejoint le club danois du FC Copenhague, en compagnie notamment de sa compatriote Nadine Krause. Avec son nouveau club, elle s'est qualifiée pour les play-offs du championnat du Danemark pour la saison 2007/2008. Auteur d'une saison très réussie, elle a été élue dans le All Star Team pour cette saison (meilleure demi-centre). En mai 2009, elle remporte avec son club son premier titre européen, la Coupe des vainqueurs de coupe.
Maren Baumbach a été sélectionnée pour la première fois en 2000 en équipe d'Allemagne. Elle a notamment terminé 5e du championnat d'Europe 2004, 4e du championnat d'Europe 2006 et 3e du championnat du monde 2007. Le 1er septembre 2008, après des Jeux olympiques décevants pour la sélection allemande, elle annonce son retrait de l'équipe nationale, souhaitant se consacrer prioritairement à son club.
En juin 2009, elle annonce sa décision de faire une pause d'un an dans sa carrière sportive pour se consacrer à ses études. Elle choisit de rejoindre le club du VFL Sindelfingen à partir de juillet 2010, où elle retrouvera l'un de ses anciens entraîneurs, Dago Leukefeld.

## Palmarès
compétitions nationales 
- Vainqueur du Championnat d'Allemagne en 2003
- Finaliste de la coupe d'Allemagne en 2003
- Troisième du Championnat du Danemark en 2008 et 2009

 compétitions internationales
- Vainqueur de la Coupe des vainqueurs de coupe en 2009

 sélections nationales 
- Médaille de bronze du Championnat d'Europe jeunes en 1999
- Médaille de bronze du Championnat du monde junior 2001
- 5e place du Championnat d'Europe 2004
- 4e place du Championnat d'Europe 2006 en Suède
- Médaille de bronze du Championnat du monde 2007,  France

### Distinctions individuelles
- élue meilleure demi-centre du championnat du Danemark en 2008[1]